# Первый Сибирский практический политехнический институт

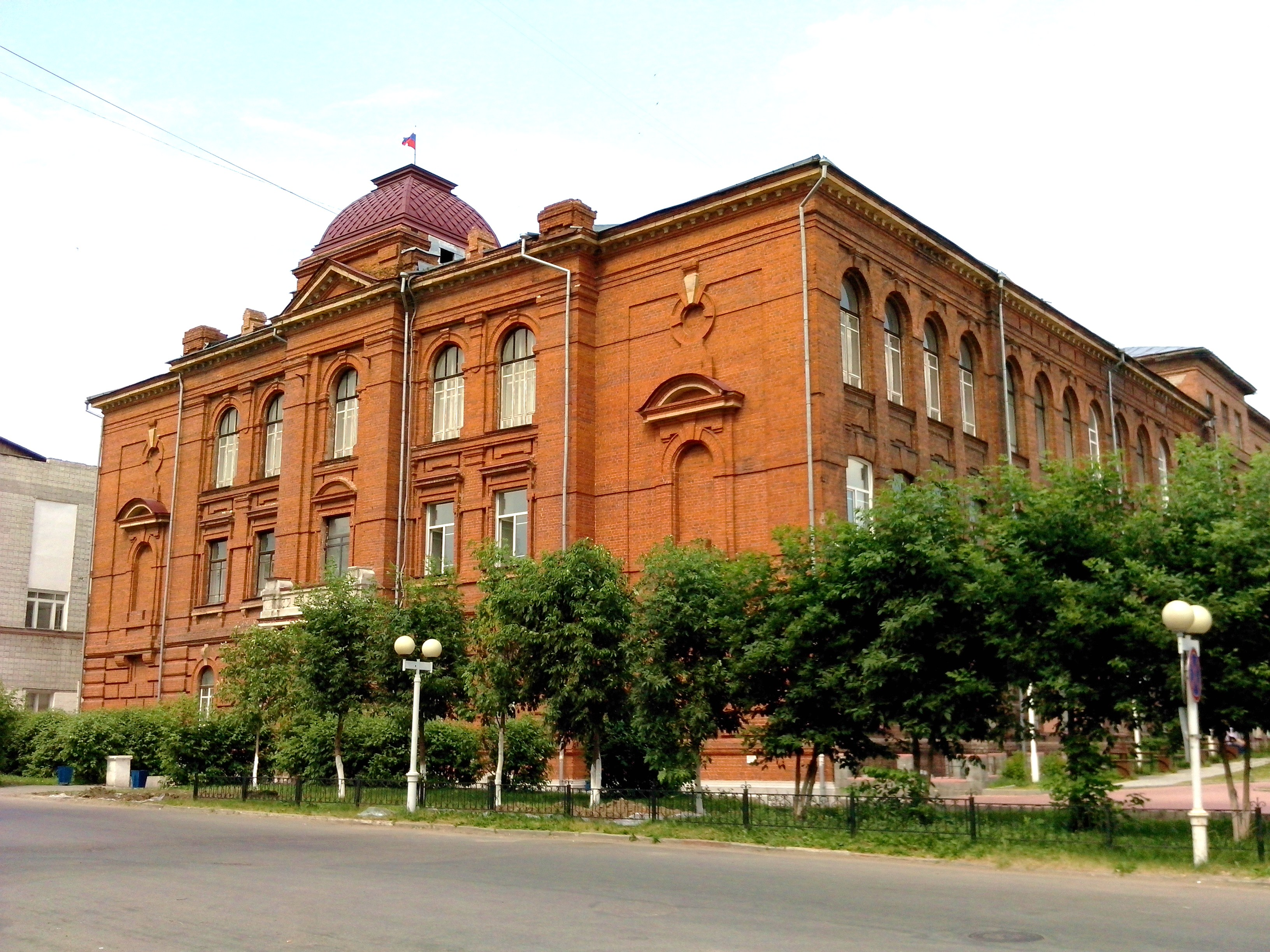
Здание Коммерческого Училища (1904), реорганизованного в Первый практический политехнический институт. Фото 2013 года.

Пе́рвый Сиби́рский практи́ческий политехни́ческий институ́т — учреждение высшего специального (коммерческого, политехнического и аграрного) образования, действовавшее под таким наименованием в Томске в 1917—1923 годах.
Полное наименование в 1922 году: Первый Сибирский Томский практический политехнический институт имени товарища К. А. Тимирязева.
Сокращённое наименование: Томский практический политехнический институт.

## Истории учебного заведения
В связи в бурным развитием капитализма в Российской империи во второй половине XIX — начале XX века, возникла необходимость подготовки специалистов-техников в Томске открылись три училища: Коммерческое, Реальное и Ремесленное, фактически ставшие в дальнейшем первыми томскими (и сибирскими) техникумами. Основой будущих, крупнейших не только в Русской Азии, но и в молодой республике Р. С. Ф. С. Р. Практического политехнического института и Сибирского Политехникума стало Томское коммерческое училище.

### Томское Коммерческое Училище
Начиная с 1896 года среди западно-сибирского купечества возникла мысль об открытии в Томске для сибирских нужд большого коммерческого учебного заведения. Инициатива нашла поддержку со стороны министра финансов Российской империи С. Ю. Витте.
16 сентября 1901 года (29 сентября по новому стилю) состоялось торжественное открытие Первого Сибирского Коммерческого Училища, которому в 1904 году Высочайше (императорским домом) было дозволено иметь наименование «имени цесаревича Алексея»: Первое Сибирское Коммерческое Училище Имени Цесаревича Алексея.
10 (23) августа 1904 года состоялось торжественное освящение нового дворцового типа здания на площади Соляной (на снимке), построенного меценатскими усилиями томского купечества при участии архитектора К. К. Лыгина. Здание имело не только большие и светлые рисовальные и чертёжные классы, но также актовый (на 600 мест) и гимнастический залы, библиотеку, естественнонаучный музей с большим количеством коллекций, физическую и химическую лаборатории с аудиторией, две столовых и кухню. Для отдыха учеников на переменах на каждом из этажей здания были устроены рекреационные залы. В фойе 2-го этажа были установлены скульптуры юношей в древнегреческом классическом стиле для эстетического воспитания обучающихся.
Согласно Уставу Коммерческих училищ Российской империи (принят в 1899 году, утверждён Министром финансов С. Ю. Витте в 1901 году) Томское коммерческое училище являлось средним специальным учебным заведением с восьмилетним сроком обучения, (I и II ступеней) дававшим общее и коммерческое образование. В училище принимались дети всех сословий и вероисповеданий в возрасте от 10 до 12 лет, однако обучение было платным.

ОСНОВНАЯ СТАТЬЯ: Томское коммерческое училище

В 1911 году Коммерческое училище было преобразовано в Первое Сибирское Политехническое Училище Имени Цесаревича Алексея, в учебном заведении было три отделения: горного дела, технических и сельскохозяйственных (механизация, землемерие, агрономия) наук. В таковом статусе учебное заведение успешно действовало до самой Февральской (1917) революции в России. В период между двумя российскими революциями жизнь в губернской столице была мирной и размеренной. К 1917 году в Коммерческом училище многие предметы вели ведущие преподаватели первых сибирских вузов — Сибирского Императорского Университета и Томского Императорского Технологического Института. Уровень подготовки у выпускников Коммерческого училища был весьма высоким по меркам того времени. Это сказалось на следующей реформе учебного заведения. Основными выпускающими специализациями в этот период являлись отделения политехническое и землемерное (аграрное). В эти годы в училище дополнительно учреждались лаборатория пробирного искусства, музей горного искусства и кабинеты: геологический, минералогический, геодезический и почвоведческий. Расширение учебных функций сделало необходимым увеличение здания, которое и было осуществлено в 1913—1914 гг. по проекту архитектора и инженера А. Д. Крячкова.

### Политехнический Институт
Весной 1917 года была сделана коренная реорганизация учебного заведения. Из среднего специального учебного заведения с подготовкой техников, учебному заведению было дозволено готовить и инженеров. Политехническое училище было преобразовано в Первый Сибирский Практический Политехнический Институт, который действительно был в то время первым подобным учебным заведением в азиатской части Империи. Слово первый в наименовании было не случайным: подобных высших учебных заведений (кроме классических императорских вузов, также открытых тогда в Томске) в Сибири ещё не было. Однако на учебный процесс 1917—1918 гг. наложила свой отпечаток Октябрьская революция и установления первого режима советской власти в Томске с ноября по май 1918 года. Тем не менее Институт активно действовал.
Интересный факт: менее чем за месяц до свержения первого периода советской власти в Томске, 6-го мая 1918 года в Томском Политехническом (Коммерческом) Институте открылась выставка картин томского художника М. М. Полякова.

Приход к власти интеллигентов Сибирского областничества в начале лета 1918 года и замена затем поздней осенью в Сибири власти на колчаковское Правительство, существенно ограничили работу учебного заведения. Здание учебного заведения было последовательно предоставлено сначала под госпиталь для расквартированных в Томске частей Чехословацкого корпуса, затем здесь располагалась Всероссийская академия Генерального штаба Русской (Белой) армии. С приходом в Томск в конце декабря 1919 года частей 5-й Красной Армии новая власть стала по-новому формировать Политехнический Институт. Сюда весной, в спешном порядке, ввели пролетарскую молодёжь на рабоче-крестьянские высшие политехнические курсы. В конце-концов учреждение определяется как Сибирский (Томский) рабоче-крестьянский практический политехнический институт. Летом 1922 года вузу присвоено имя товарища К. А. Тимирязева.
24 мая 1923 года Томский практический политехнический институт и Томский государственный университет посетил прибывший в город нарком просвещения РСФСР тов. Луначарский. Он дал высокую оценку преподаванию в институте и заявил, что обучение здесь идёт на уровне вуза, при этом далеко не все институты Советской страны сегодня могут сравняться с таким высоким качеством образовательного процесса. А. В. Луначарский …восхищался оборудованием томских вузов, считая, что «политехникум и университет могут сравниться с лучшими в России, стать рядом со многими европейскими учебными заведениями». Через месяц нарком Луначарский реорганизует учебное учреждение в крупнейший в РСФСР ссуз, в Первый Сибирский Политехнический Техникум им. тов. К. А. Тимирязева (II ступени обучения) — стране остро не хватает техников.

### После 1923 года
Высокий уровень учебного заведения демонстрируется следующим историческим фактом: 17-го марта 1923 года Председатель Томского губисполкома В. С. Корнев был избран почётным студентом практического политехникума.
В 1928 году это учебное заведение, всё ещё состоявшее из двух отделений — технического и сельскохозяйственного, разделяется на два ссуза: собственно политехникум и создаётся вновь на базе бывшего Землемерного отделения Томский сельскохозяйственный техникум (ТСХТ). Оба эти учебные заведения, несмотря на свои сложности переформирований и реорганизаций, существуют в Томске и в настоящее время, сменилось только наименование ТСХТ — с 2012 года это Томский аграрный колледж.
В настоящее время правопреемником бывшего Практического Политехнического Института являются:
- Ордена Трудового Красного знамени Томский аграрный колледж
- Томский политехникум

Оба учебных заведения находятся уже не в прежних местах своей дислокации. На месте комплекса зданий прежнего Практического Политехнического Института на площади Соляной в Томске вновь сформированный комплекс зданий Томского архитектурно-строительного университета. Здание, построенное купцом Кухтериным по проекту архитектора К. К. Лыгина, ныне является зданием одного из учебных корпусов этого вуза.
В рамках современной трансформации российской системы образования и массовизации первой ступени высшего образования, путём интеграции учебных программ Томского аграрного колледжа и Томского сельскохозяйственного института (ТСХИ), Томский аграрный колледж идёт курсом на получение статуса учебного заведения, готовящего бакалавров. Опять, в условиях новых общественных вызовов, учебное заведение идёт в направлении подготовки специалистов с высшим образованием первого уровня.